# سورايا
سورايا هو منتج أفلام ومقدم تلفزيوني وممثل هندي، ولد في 23 يوليو 1975 بكويمباتور في الهند. من الجوائز التي نالها جائزة فيلم فير جنوب.

## أعمال

### أفلام
- (2010) سينغام
- (2016) 24

## جوائز
- جائزة فيلم فير جنوب

## وصلات خارجية
- سورايا على موقع IMDb (الإنجليزية)
- سورايا على موقع روتن توميتوز (الإنجليزية)
- سورايا على موقع ألو سيني (الفرنسية)
- سورايا على موقع ميوزك برينز (الإنجليزية)
- سورايا على موقع أول موفي (الإنجليزية)
- سورايا على موقع قاعدة بيانات الفيلم (الإنجليزية)
- سورايا على موقع كينوبويسك (الروسية)